# بلدة فان بورن مقاطعة كلي (إنديانا)
بلدة فان بورن، مقاطعة كلي (بالإنجليزية: Van Buren Township, Clay County, Indiana)‏ هي منطقة سكنية تقع في الولايات المتحدة في مقاطعة كلاي (إنديانا). يقدر عدد سكانها بـ 3,528 نسمة وترتفع عن سطح البحر 208 متر.